# Andrias scheuchzeri
Andrias scheuchzeri là một loài kỳ giông tuyệt chủng, chỉ được biết đến từ hóa thạch. Nó sống từ Oligocene đến Pliocene.

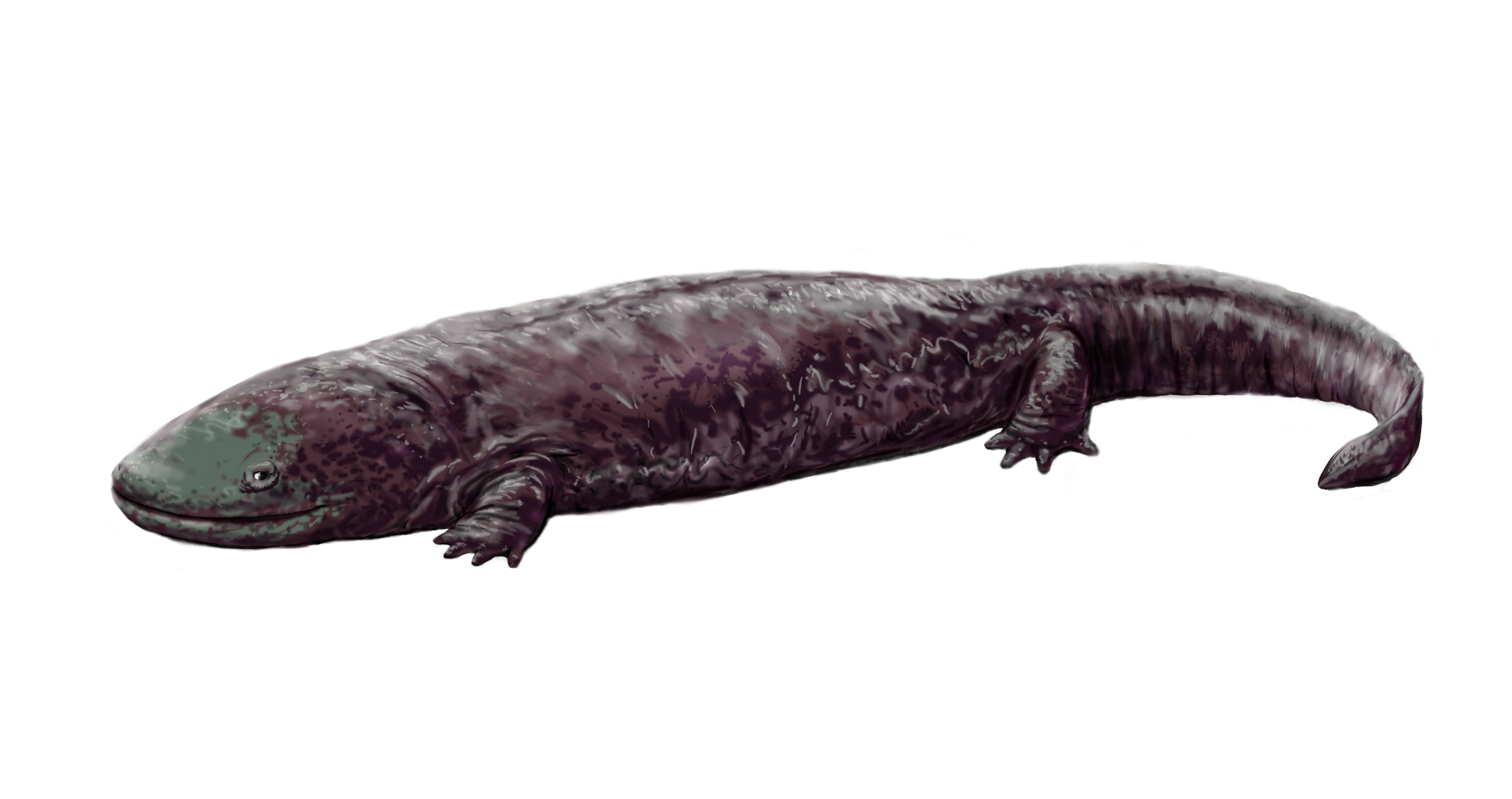
Phục hồi